# چونتائول
چونتائول (به لاتین: Chontaul) یک منطقهٔ مسکونی در روسیه است که در داغستان واقع شده‌است.